# Swansea City
Swansea City (offiziell: Swansea City Association Football Club; Walisisch: Clwb Pêl-droed Cymdeithas Dinas Abertawe) – auch bekannt als The Swans (deutsch Die Schwäne) – ist ein Fußballverein aus dem walisischen Swansea, der von der Saison 2011/12 bis zur Saison 2017/18 in der höchsten englischen Liga spielte und im Februar 2013 mit dem League Cup seine erste Trophäe in England gewann. Der Klub wurde 1912 als Swansea Town gegründet und 1969/70 in Swansea City umbenannt.

## Verein
1961 war Swansea Town der erste walisische Klub, der im Europapokal spielte, als die Mannschaft gegen den DDR-Vertreter Motor Jena in der ersten Runde des Europapokals der Pokalsieger ausschied. Aus den 1960er-Jahren stammt auch der Zuschauerrekord des Klubs. Am 17. Februar 1968 kamen im FA-Cup-Spiel gegen den FC Arsenal 32.796 Besucher in das damalige Stadion Vetch Field.
Swansea City gewann bisher neun Mal den walisischen Fußballpokal; 1926 und 1964 erreichte der Klub das Halbfinale im FA Cup. 1981 gelang unter dem Trainer John Toshack erstmals der Aufstieg in die erste englische Liga (damals First Division), doch bereits nach zwei Jahren stieg der Klub wieder ab.
Seit April 2004 war Kenny Jackett Trainer der Mannschaft. Nachdem der Verein seit 2001 in der untersten englischen Profiliga gespielt hatte, gelang 2005 über die Playoffs der Sprung in die Football League One (dritte Liga), wo auf Anhieb der sechste Platz und damit die erneute Chance zum Aufstieg über die Playoffs erreicht wurde. Im Halbfinale ging zwar das Hinspiel gegen den FC Brentford mit 0:1 verloren, aber im Rückspiel konnten die Swans in Brentford 2:0 gewinnen und erreichten so das Playoff-Finale gegen den FC Barnsley, das am 27. Mai 2006 im Millennium Stadium von Cardiff ausgetragen wurde. Nach regulärer Spielzeit und Verlängerung stand es 2:2, so dass das Elfmeterschießen entscheiden musste. Hier unterlag Swansea City nach zwei Fehlschüssen mit 3:4 und verpasste so den Aufstieg in die Football League Championship. Dieser gelang am Ende der Saison 2007/08 durch den Gewinn der Meisterschaft in der Football League One.

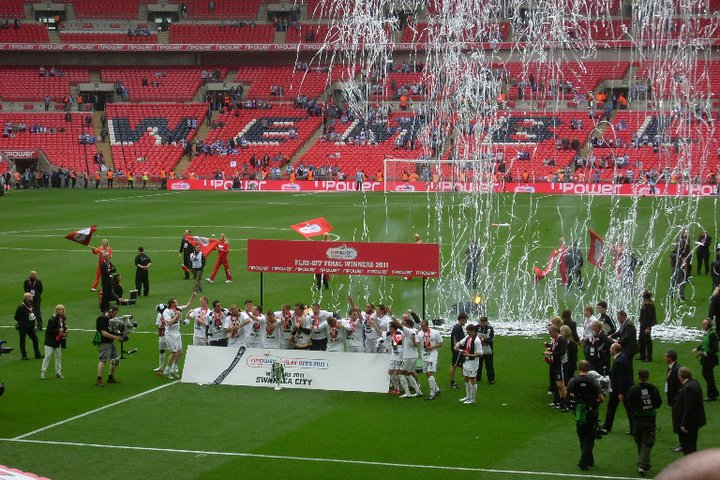
Swansea City, Aufstiegsfeier 2011

In der Saison 2010/11 erreichte Swansea City mit dem neuen Trainer Brendan Rodgers schließlich das Playoff um den Aufstieg in Englands höchste Spielklasse, die Premier League. Im Finale konnte der FC Reading vor über 86.000 Zuschauern im Wembley-Stadion mit 4:2 besiegt werden, wobei Scott Sinclair einen Hattrick erzielte. Damit ist Swansea der erste walisische Verein, der in der Premier League antreten darf.
Für Aufsehen sorgte der Verein in seiner ersten Premier League Saison 2011/12, in der man, als Mannschaft mit dem geringsten Etat der gesamten Liga, zu Hause unter anderem die Topklubs FC Arsenal (3:2) und Manchester City (1:0) besiegte und bereits am 35. Spieltag der vorzeitige Klassenerhalt gelang. 2013 erreichte man mit dem neuen Trainer Michael Laudrup nach einem Weiterkommen gegen den FC Chelsea im Halbfinale (2:0 im Hinspiel in London; 0:0 im Rückspiel) das Finale des League Cup. Dieses gewann der Verein am 24. Februar 2013 im Wembley-Stadion mit einem 5:0-Sieg gegen den Viertligisten Bradford City. Noch nie zuvor hatte eine Mannschaft das League Cup Finale höher gewinnen können. Die Tore für Swansea erzielten Nathan Dyer (2), Jonathan DeGuzman (2) und Michu. Insgesamt 33.000 Fans waren im Stadion dabei. Im Umfeld des Spiels machte die Nachricht die Runde, dass angeblich ein Film über die raketenartige Entwicklung von Swansea City in den letzten zehn Jahren geplant sei. Durch den Gewinn des League Cup qualifizierte sich Swansea für die Teilnahme an der UEFA Europa League 2013/14 und erreichte, nach Siegen in den Qualifikationsrunden, in den Playoffs, auch die Gruppenphase der Europa League. Durch einen zweiten Platz in der Gruppenrunde qualifizierte sich Swansea für das Sechzehntelfinale, wo sie jedoch gegen den SSC Neapel ausschieden.

## Stadien
Von 1912 bis 2005 spielte Swansea City auf dem Vetch Field. Das Stadion erhielt seinen Namen („Wicken-Acker“) von seinem Bauplatz, einem mit Wicken bewachsenen Brachland. Noch 1968 fasste es 33.000 Zuschauer (FA-Cup gegen den FC Arsenal), zuletzt war es noch für 11.500 Zuschauer zugelassen.
Seit 2005 spielt City im Swansea.com Stadium, einem 27 Millionen Pfund teuren Neubau mit 20.000 Sitzplätzen, das sich der Verein mit dem Rugby-Team Ospreys teilt und von den Fans „White Rock“ (deutsch Weißer Felsen) genannt wird.

## Rivalität
Erzrivale der Swans ist Cardiff City, mit denen man sich schon viele Jahre um die Vorherrschaft in Wales streitet. Begegnungen beider Vereine sind stets Risikospiele, die in der Vergangenheit häufig zu zahlreichen Festnahmen führten. Unterschiedliche Ligazugehörigkeiten ließen die Rivalität zeitweise ruhen. Nach dem Aufstieg von Cardiff kam es in der Saison 2013/14 zu den beiden ersten walisischen Duellen in der Premier League.

## Erfolge
- Football League Second Division/EFL Championship
  - Dritter: 1981, 2011
- League Cup
  - Sieger: 2013
- Football League Trophy
  - Sieger: 1994, 2006
- Welsh Cup
  - Sieger: 1913, 1932, 1950, 1961, 1966, 1981, 1982, 1983, 1989, 1991

## Ligazugehörigkeit
- 1920–1925: Football League Third Division
- 1925–1947: Football League Second Division
- 1947–1949: Football League Third Division
- 1949–1965: Football League Second Division
- 1965–1967: Football League Third Division
- 1967–1970: Football League Fourth Division
- 1970–1973: Football League Third Division
- 1973–1978: Football League Fourth Division
- 1978–1979: Football League Third Division
- 1979–1981: Football League Second Division
- 1981–1983: Football League First Division
- 1983–1984: Football League Second Division
- 1984–1986: Football League Third Division
- 1986–1988: Football League Fourth Division
- 1988–1992: Football League Third Division
- 1992–1996: Football League Second Division
- 1996–2000: Football League Third Division
- 2000–2001: Football League Second Division
- 2001–2004: Football League Third Division
- 2004–2005: Football League Two
- 2005–2008: Football League One
- 2008–2011: Football League Championship
- 2011–2018: Premier League
- 2018–0000: EFL Championship

## Trainerhistorie
- Walter Whittaker (1912–1914)
- William Bartlett (1914–1915)
- Joe Bradshaw (1919–1926)
- Jimmy Thomson (1927–1931)
- Neil Harris (1934–1939)
- Haydn Green (1939–1947)
- Billy McCandless (1948–1955)
- Ron Burgess (1955–1958)
- Trevor Morris (1958–1965)
- Glyn Davies (1965–1966)
- Billy Lucas (1967–1969)
- Roy Bentley (1969–1972)
- Harry Gregg (1972–1975)
- Harry Griffiths (1975–1978)
- John Toshack (1978–1983)
- Doug Livermore (1983)
- John Toshack (1983–1984)
- Les Chappell (1984)
- Colin Appleton (1984)
- John Bond (1984–1985)
- Tommy Hutchison (1985–1986)
- Terry Yorath (1986–1989)
- Ian Evans (1989–1990)
- Terry Yorath (1990–1991)
- Frank Burrows (1991–1995)
- Bobby Smith (1995–1996)
- Kevin Cullis (1996)
- Jimmy Rimmer (1996)
- Jan Mølby (1996–1997)
- Micky Adams (1997)
- Alan Cork (1997–1998)
- John Hollins (1998–2001)
- Colin Addison (2001–2002)
- Roger Freestone (2002)
- Nick Cusack (2002)
- Brian Flynn (2002–2004)
- Alan Curtis (2004)
- Kenny Jackett (2004–2007)
- Kevin Nugent (2007)
- Roberto Martínez (2007–2009)
- Paulo Sousa (2009–2010)
- Brendan Rodgers (2010–2012)
- Michael Laudrup (2012–2014)
- Garry Monk (2014–2015)
- Alan Curtis (2015–2016)
- Francesco Guidolin (2016)
- Bob Bradley (2016)
- Alan Curtis (2016–2017)
- Paul Clement (2017)
- Leon Britton (2017)
- Carlos Carvalhal (2017–2018)
- Graham Potter (2018–2019)
- Steve Cooper (2019–2021)
- Russell Martin (2021–2023)
- Michael Duff (2023)
- Luke Williams (2024–2025)